# Jim Spanarkel
James Gerard Spanarkel, detto Jim (Jersey City, 28 giugno 1957), è un ex cestista statunitense, professionista nella NBA.

## Carriera
Venne selezionato dai Philadelphia 76ers al primo giro del Draft NBA 1979 (16ª scelta assoluta).